# 817 هـ
817 هـ هي سنة في التقويم الهجري امتدت مقابلةً في التقويم الميلادي بين سنتي 1414 و1415.

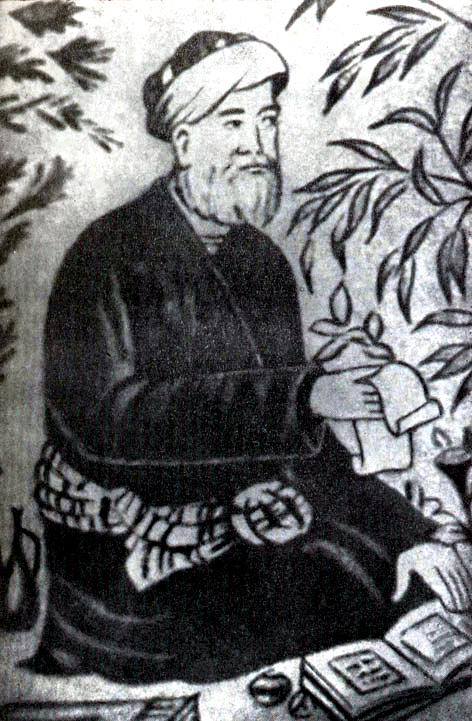
عبد الرحمن الجامي

## مواليد
- عبد الرحمن الجامي
- إبراهيم بن هلال السجلماسي

## وفيات
- الفيروز آبادي